# Championnat d'Uruguay de football 2017
Navigation
Saison précédente Saison suivante
La saison 2017 du Championnat d'Uruguay de football est la cent-seizième édition du championnat de première division en Uruguay. Les seize meilleurs clubs du pays s'affrontent lors de trois tournois saisonniers, Ouverture, Intermédiaire et Clôture. Les vainqueurs des tournois Ouverture et Clôture s'affrontent pour déterminer le champion d'Uruguay. La relégation est déterminée par un classement cumulé des deux dernières saisons.
C'est le Club Atlético Peñarol qui est sacré champion d'Uruguay cette saison après avoir remporté le tournoi Clôture puis battu le Defensor Sporting Club en finale nationale. Il s'agit du cinquante-et-unième titre de champion d'Uruguay de l'histoire du club.

## Qualifications continentales
Les quatre premiers du classement cumulé joueront la Libertadores tandis que les 5e, 6e et 7e de ce même classement obtiennent leur billet pour la Sudamericana, tout comme le vainqueur du tournoi Intermedio. Si le vainqueur du tournoi Intermedio termine parmi les sept premiers du classement cumulé, c'est le 8e de ce classement qui récupère la place en Sudamericana.

## Les clubs participants
- Club Atlético Peñarol
- Defensor Sporting Club
- Club Nacional de Football
- Racing Club de Montevideo
- Liverpool Fútbol Club
- Club Atlético Cerro
- Club Atlético Juventud
- Club Atlético Plaza
- Danubio Fútbol Club
- CA River Plate
- Montevideo Wanderers Fútbol Club
- Centro Atlético Fénix
- Centro Cultural y Deportivo El Tanque Sisley - Promu de Primera B
- Institución Atlética Sud América
- Club Atlético Boston River
- Rampla Juniors Fútbol Club

## Compétition
Le barème utilisé pour établir les classements est le suivant :
- Victoire : 3 points
- Match nul : 1 point
- Défaite : 0 point

### Classements
| Rang | Équipe                                        | Pts | J  | G  | N | P  | Bp | Bc | Diff |
| ---- | --------------------------------------------- | --- | -- | -- | - | -- | -- | -- | ---- |
| 1    | Defensor Sporting Club                        | 36  | 15 | 11 | 3 | 1  | 25 | 13 | +12  |
| 2    | Club Nacional de FootballT                    | 35  | 15 | 11 | 2 | 2  | 26 | 15 | +11  |
| 3    | Club Atlético Peñarol                         | 28  | 15 | 7  | 7 | 1  | 29 | 12 | +17  |
| 4    | Club Atlético Cerro                           | 25  | 15 | 7  | 4 | 4  | 26 | 18 | +8   |
| 5    | Club Atlético Boston River                    | 23  | 15 | 7  | 2 | 6  | 21 | 15 | +6   |
| 6    | Montevideo Wanderers Fútbol Club              | 22  | 15 | 7  | 1 | 7  | 26 | 24 | +2   |
| 7    | Rampla Juniors Fútbol Club                    | 21  | 15 | 6  | 3 | 6  | 20 | 23 | -3   |
| 8    | Danubio Fútbol Club                           | 19  | 15 | 4  | 7 | 4  | 17 | 16 | +1   |
| 9    | Centro Cultural y Deportivo El Tanque SisleyP | 19  | 15 | 6  | 1 | 8  | 20 | 29 | -9   |
| 10   | CA River Plate                                | 18  | 15 | 4  | 6 | 5  | 14 | 17 | -3   |
| 11   | Centro Atlético Fénix                         | 16  | 15 | 4  | 4 | 7  | 21 | 20 | +1   |
| 12   | Racing Club de Montevideo                     | 15  | 15 | 4  | 3 | 8  | 16 | 23 | -7   |
| 13   | Liverpool Fútbol Club                         | 15  | 15 | 3  | 6 | 6  | 14 | 23 | -9   |
| 14   | Club Atlético Juventud                        | 14  | 15 | 3  | 5 | 7  | 19 | 24 | -5   |
| 15   | Club Atlético Plaza                           | 14  | 15 | 3  | 5 | 7  | 16 | 22 | -6   |
| 16   | Institución Atlética Sud América              | 9   | 15 | 2  | 3 | 10 | 18 | 34 | -16  |

| Rang | Équipe                                        | Pts | J | G | N | P | Bp | Bc | Diff |
| ---- | --------------------------------------------- | --- | - | - | - | - | -- | -- | ---- |
| 1    | Defensor Sporting Club                        | 17  | 7 | 5 | 2 | 0 | 15 | 7  | +8   |
| 2    | Club Atlético Peñarol                         | 16  | 7 | 5 | 1 | 1 | 17 | 7  | +10  |
| 3    | Rampla Juniors Fútbol Club                    | 11  | 7 | 3 | 2 | 2 | 7  | 8  | -1   |
| 4    | Club Atlético Boston River                    | 10  | 7 | 3 | 1 | 3 | 9  | 9  | 0    |
| 5    | Centro Atlético Fénix                         | 9   | 7 | 2 | 3 | 2 | 8  | 10 | -2   |
| 6    | Club Atlético Plaza                           | 6   | 7 | 1 | 3 | 3 | 4  | 9  | -5   |
| 7    | Liverpool Fútbol Club                         | 5   | 7 | 1 | 2 | 4 | 7  | 10 | -3   |
| 8    | Centro Cultural y Deportivo El Tanque SisleyP | 2   | 7 | 0 | 2 | 5 | 6  | 13 | -7   |

| Rang | Équipe                           | Pts | J | G | N | P | Bp | Bc | Diff |
| ---- | -------------------------------- | --- | - | - | - | - | -- | -- | ---- |
| 1    | Club Nacional de FootballT       | 19  | 7 | 6 | 1 | 0 | 16 | 5  | +11  |
| 2    | Montevideo Wanderers Fútbol Club | 17  | 7 | 5 | 2 | 0 | 9  | 3  | +6   |
| 3    | Racing Club de Montevideo        | 13  | 7 | 4 | 1 | 2 | 8  | 6  | +2   |
| 4    | Club Atlético Cerro              | 8   | 7 | 2 | 2 | 3 | 7  | 8  | -1   |
| 5    | Danubio Fútbol Club              | 7   | 7 | 2 | 1 | 4 | 5  | 9  | -4   |
| 6    | Club Atlético Juventud           | 6   | 7 | 1 | 3 | 3 | 5  | 8  | -3   |
| 7    | Institución Atlética Sud América | 4   | 7 | 1 | 1 | 5 | 6  | 11 | -5   |
| 8    | CA River Plate                   | 3   | 7 | 0 | 3 | 4 | 5  | 11 | -6   |

| 16 juillet 2017 | Club Nacional de Football | 1 - 0 | Defensor Sporting Club | Stade Centenario, Montevideo |                             |
|                 | R. Aguirre 88e            |       |                        | Arbitrage : Leodán González  | Arbitrage : Leodán González |

| Rang | Équipe                                        | Pts | J  | G  | N | P  | Bp | Bc | Diff |
| ---- | --------------------------------------------- | --- | -- | -- | - | -- | -- | -- | ---- |
| 1    | Club Atlético Peñarol                         | 42  | 15 | 14 | 0 | 1  | 39 | 7  | +32  |
| 2    | Defensor Sporting Club                        | 33  | 15 | 10 | 3 | 2  | 27 | 17 | +10  |
| 3    | Club Nacional de FootballT                    | 29  | 15 | 9  | 2 | 4  | 29 | 15 | +14  |
| 4    | CA River Plate                                | 24  | 15 | 6  | 6 | 3  | 23 | 16 | +7   |
| 5    | Institución Atlética Sud América              | 22  | 15 | 6  | 4 | 5  | 26 | 24 | +2   |
| 6    | Danubio Fútbol Club                           | 20  | 15 | 5  | 5 | 5  | 18 | 24 | -6   |
| 7    | Club Atlético Cerro                           | 20  | 15 | 6  | 2 | 7  | 17 | 24 | -7   |
| 8    | Club Atlético Boston River                    | 19  | 15 | 5  | 4 | 6  | 13 | 15 | -2   |
| 9    | Rampla Juniors Fútbol Club                    | 18  | 15 | 4  | 6 | 5  | 15 | 19 | -4   |
| 10   | Centro Atlético Fénix                         | 17  | 15 | 4  | 5 | 6  | 17 | 17 | 0    |
| 11   | Liverpool Fútbol Club                         | 17  | 15 | 5  | 2 | 8  | 23 | 25 | -2   |
| 12   | Racing Club de Montevideo                     | 17  | 15 | 4  | 5 | 6  | 18 | 22 | -4   |
| 13   | Montevideo Wanderers Fútbol Club              | 16  | 15 | 4  | 4 | 7  | 21 | 26 | -5   |
| 14   | Centro Cultural y Deportivo El Tanque SisleyP | 16  | 15 | 3  | 7 | 5  | 15 | 22 | -7   |
| 15   | Club Atlético Juventud                        | 11  | 15 | 3  | 2 | 10 | 14 | 28 | -14  |
| 16   | Club Atlético Plaza                           | 9   | 15 | 2  | 3 | 10 | 12 | 26 | -14  |

|  | Qualification pour la finale pour le titre         |
|  | Qualification pour la finale du tournoi Intermedio |

### Phase finale
|  | Demi-finales        | Demi-finales              | Demi-finales          | Demi-finales          |                       |                       | Finale | Finale | Finale | Finale |
|  |                     |                           |                       |                       |                       |                       |        |        |        |        |
|  |                     |                           |                       |                       |                       |                       |        |        |        |        |
|  | Vainqueur Ouverture | Defensor Sporting Club    | 0 (2)                 | 0 (2)                 |                       |                       |        |        |        |        |
|  | Vainqueur Ouverture | Defensor Sporting Club    | 0 (2)                 | 0 (2)                 |                       |                       |        |        |        |        |
|  | Vainqueur Clôture   | Club Atlético Peñarol tab | 0 (4)                 | 0 (4)                 |                       |                       |        |        |        |        |
|  | Vainqueur Clôture   | Club Atlético Peñarol tab | 0 (4)                 | 0 (4)                 | Club Atlético Peñarol | Club Atlético Peñarol | -      | -      |        |        |
|  |                     |                           |                       |                       | Club Atlético Peñarol | Club Atlético Peñarol | -      | -      |        |        |
|  |                     |                           | 1er classement cumulé | Club Atlético Peñarol | -                     | -                     |        |        |        |        |
|  |                     |                           |                       |                       | -                     | -                     |        |        |        |        |
|  |                     |                           |                       |                       |                       |                       |        |        |        |        |
|  |                     |                           |                       |                       |                       |                       |        |        |        |        |
|  |                     |                           |                       |                       |                       |                       |        |        |        |        |

### Classements cumulés
| Rang | Équipe                                        | Pts | J  | G  | N  | P  | Bp | Bc | Diff |
| ---- | --------------------------------------------- | --- | -- | -- | -- | -- | -- | -- | ---- |
| 1    | Club Atlético Peñarol                         | 86  | 37 | 26 | 8  | 3  | 85 | 26 | +59  |
| 2    | Defensor Sporting Club                        | 86  | 37 | 26 | 8  | 3  | 67 | 37 | +30  |
| 3    | Club Nacional de FootballT                    | 83  | 37 | 26 | 5  | 6  | 71 | 35 | +36  |
| 4    | Montevideo Wanderers Fútbol Club              | 55  | 37 | 16 | 7  | 14 | 56 | 53 | +3   |
| 5    | Club Atlético Cerro                           | 53  | 37 | 15 | 8  | 14 | 50 | 50 | 0    |
| 6    | Club Atlético Boston River                    | 52  | 37 | 15 | 7  | 15 | 43 | 39 | +4   |
| 7    | Rampla Juniors Fútbol Club                    | 50  | 37 | 13 | 11 | 13 | 42 | 50 | -8   |
| 8    | Danubio Fútbol Club                           | 46  | 37 | 11 | 13 | 13 | 40 | 49 | -9   |
| 9    | CA River Plate                                | 45  | 37 | 10 | 15 | 12 | 42 | 44 | -2   |
| 10   | Racing Club de Montevideo                     | 45  | 37 | 12 | 9  | 16 | 42 | 51 | -9   |
| 11   | Centro Atlético Fénix                         | 42  | 37 | 10 | 12 | 15 | 46 | 47 | -1   |
| 12   | Liverpool Fútbol Club                         | 37  | 37 | 9  | 10 | 18 | 44 | 58 | -14  |
| 13   | Centro Cultural y Deportivo El Tanque SisleyP | 37  | 37 | 9  | 10 | 18 | 41 | 64 | -23  |
| 14   | Institución Atlética Sud América              | 35  | 37 | 9  | 8  | 20 | 50 | 69 | -19  |
| 15   | Club Atlético Juventud                        | 31  | 37 | 7  | 10 | 20 | 38 | 60 | -22  |
| 16   | Club Atlético Plaza                           | 29  | 37 | 6  | 11 | 20 | 32 | 57 | -25  |

| Rang | Équipe                                        | Pts   | J  | G | N | P | Bp | Bc | Diff |
| ---- | --------------------------------------------- | ----- | -- | - | - | - | -- | -- | ---- |
| 1    | Club Nacional de FootballT                    | 2.250 | 52 |   |   |   |    |    |      |
| 2    | Defensor Sporting Club                        | 2.135 | 52 |   |   |   |    |    |      |
| 3    | Club Atlético Peñarol                         | 1.942 | 52 |   |   |   |    |    |      |
| 4    | Montevideo Wanderers Fútbol Club              | 1.615 | 52 |   |   |   |    |    |      |
| 5    | Club Atlético Cerro                           | 1.442 | 52 |   |   |   |    |    |      |
| 6    | Danubio Fútbol Club                           | 1.442 | 52 |   |   |   |    |    |      |
| 7    | Club Atlético Boston River                    | 1.423 | 52 |   |   |   |    |    |      |
| 8    | Rampla Juniors Fútbol Club                    | 1.288 | 52 |   |   |   |    |    |      |
| 9    | Racing Club de Montevideo                     | 1.250 | 52 |   |   |   |    |    |      |
| 10   | CA River Plate                                | 1.212 | 52 |   |   |   |    |    |      |
| 11   | Centro Atlético Fénix                         | 1.173 | 52 |   |   |   |    |    |      |
| 12   | Liverpool Fútbol Club                         | 1.173 | 52 |   |   |   |    |    |      |
| 13   | Centro Cultural y Deportivo El Tanque SisleyP | 1.000 | 37 |   |   |   |    |    |      |
| 14   | Institución Atlética Sud América              | 1.000 | 37 |   |   |   |    |    |      |
| 15   | Club Atlético Juventud                        | 0.923 | 52 |   |   |   |    |    |      |
| 16   | Club Atlético Plaza                           | 0.788 | 52 |   |   |   |    |    |      |

#### Barrage de relégation
Centro Cultural y Deportivo El Tanque Sisley et Institución Atlética Sud América ayant terminé à égalité à la 13e place du classement pour la relégation, une rencontre d'appui est organisée afin de départager les deux formations. Elle a lieu en matchs aller et retour.
| Équipe 1                                     | Résultat      | Équipe 2                         | Aller | Retour | Appui    |
| -------------------------------------------- | ------------- | -------------------------------- | ----- | ------ | -------- |
| Centro Cultural y Deportivo El Tanque Sisley | 4 - 4 tab 4-2 | Institución Atlética Sud América | 3 - 2 | 0 - 1  | 1 - 1 ap |

- Institución Atlética Sud América est relégué en Primera B.

## Bilan de la saison
| Championnat d'Uruguay de football 2017 |                                   |
| Champion                               | Club Atlético Peñarol (51e titre) |
| Qualifications continentales           |                                   |
| Copa Libertadores 2018                 | Club Atlético Peñarol             |
| Copa Libertadores 2018                 | Defensor Sporting Club            |
| Copa Libertadores 2018                 | Club Nacional de Football         |
| Copa Libertadores 2018                 | Montevideo Wanderers Fútbol Club  |
| Copa Sudamericana 2018                 | Club Atlético Cerro               |
| Copa Sudamericana 2018                 | Club Atlético Boston River        |
| Copa Sudamericana 2018                 | Rampla Juniors Fútbol Club        |
| Copa Sudamericana 2018                 | Danubio Fútbol Club               |
| Promotions et relégations              |                                   |
| Promus en Primera División             | Club Atlético Torque              |
| Promus en Primera División             | Club Atlético Atenas              |
| Promus en Primera División             | Club Atlético Progreso            |
| Relégués en Primera B                  | Club Atlético Juventud            |
| Relégués en Primera B                  | Club Atlético Plaza               |
| Relégués en Primera B                  | Institución Atlética Sud América  |